# Ракувець
Ракувець (пол. Rakówiec) — село в Польщі, у гміні Добре Мінського повіту Мазовецького воєводства.
Населення — 115 осіб (2011).
У 1975-1998 роках село належало до Седлецького воєводства.

## Демографія
Демографічна структура станом на 31 березня 2011 року:
|          | Загалом | Допрацездатний вік | Працездатний вік | Постпрацездатний вік |
| -------- | ------- | ------------------ | ---------------- | -------------------- |
| Чоловіки | 65      | 11                 | 46               | 8                    |
| Жінки    | 50      | 13                 | 20               | 17                   |
| Разом    | 115     | 24                 | 66               | 25                   |